# Jan Styka
Jan Styka (Lwów, 1858. április 8. – Róma, 1925. április 28.) lengyel könyvillusztrátor, történelmi, vallási és csataképfestő.

## Élete

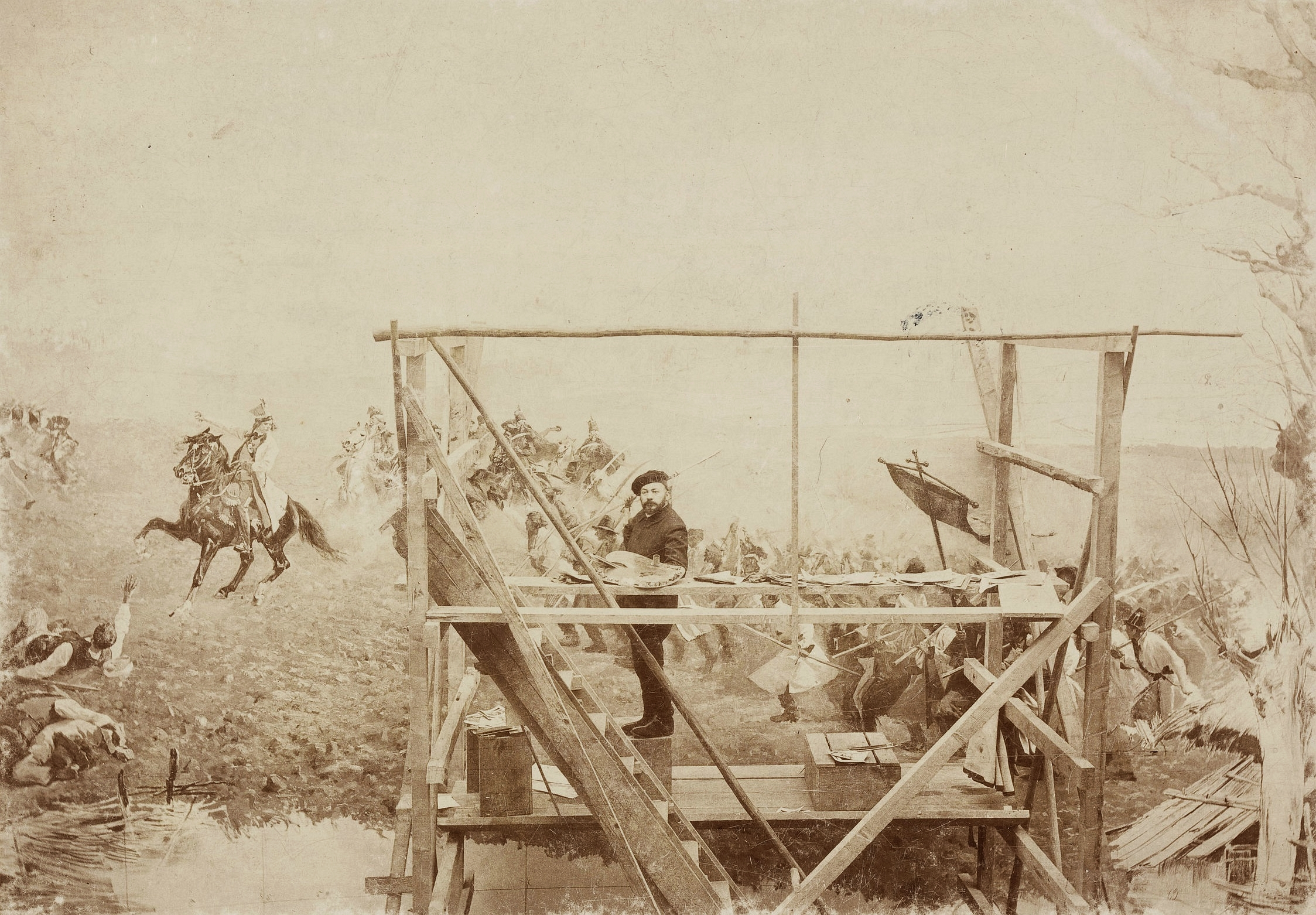
Sytka a Racławicei körképen dolgozik (1894)

Édesapja cseh-osztrák gyökerű hivatalnok volt. Tanulmányait a Bécsi Képzőművészeti Akadémián folytatta, majd Krakkóban Jan Matejko tanítványaként, továbbá Rómában és Párizsban is. Utóbbi helyen egy idő múlva sikerült műtermet bérelnie az Avenue de Villiers-ön, Munkácsy Mihály stúdiója közelében. A magyar mesterrel megismerkedett és sokrétű kapcsolat alakult ki köztük.
Tanulmányai befejezése után Lwówban telepedett le, ahol saját stúdiót rendezett be. 1888 és 1890 között Kielcében élt a Karschau-dombon egy kisebb udvarházban, mely felesége rokonainak a tulajdonában állt. 1900-tól ismét Párizsban dolgozott, 1910-től pedig Olaszországban, Capri-szigetén.
1925. április 11-én lengyel zarándokokkal XI. Piusz pápánál járt, majd néhány nap múlva álmában csendesen elhunyt.
Kétszer nősült. Első felesége, Maria Styka (Ochrymowicz) 1885-ben meghalt. Második felesége az olasz Lucia Olgiatti lett. Három lánya (Maria, Janina és Zofia) és két fia született. Tadesz Styka (1889-1954) és Adam Styka (1890-1959) ugyancsak festő volt.

## Munkássága
Pályafutása során számos portrét, vallási tárgyú képet készített. 1901-1903 között képsorozatban ábrázolta Henryk Sienkiewicz Quo Vadis című könyvét. 1919-ben Polonia címmel képet festett a 123 év után függetlenné vált Lengyelország tiszteletére.
Négy panoráma képet festett:
- 1894 – Racławicei körkép. A kép Wojciech Kossakkal együttműködve készült, Wrocławban tekinthető meg.
- 1896 – Golgota című körkép. Vallási tárgyú mű, angolul „The Crucifixion” néven emlegetik. A világ legnagyobb vallási tárgyú festménye. Napjainkban Los Angeles közelében, a Forest Lawn Memorial Park kiállításán szerepel.
- 1897 – Erdélyi körkép. Más néven: Bem és Petőfi. Idővel szétvágták értékesítés miatt, így csak bizonyos részei maradtak fenn Lengyelországban, az Egyesült Államokban és Nagy-Britanniában.

1898 tavaszán Magyarországon járt a munkatársaival egy újabb kép előkészületei miatt. Két hónapot töltött itt el, közben lefestette Strobl Alajost lóháton, aki pedig Styka mellszobát készítette el. A bronzszobor Los Angelesben a Lawn Memorial Parkban van kiállítva Styka Golgota című képe mellett. A szobron magyar nyelvű felirat olvasható: „Styka barátomnak, Strobl".

## Galéria

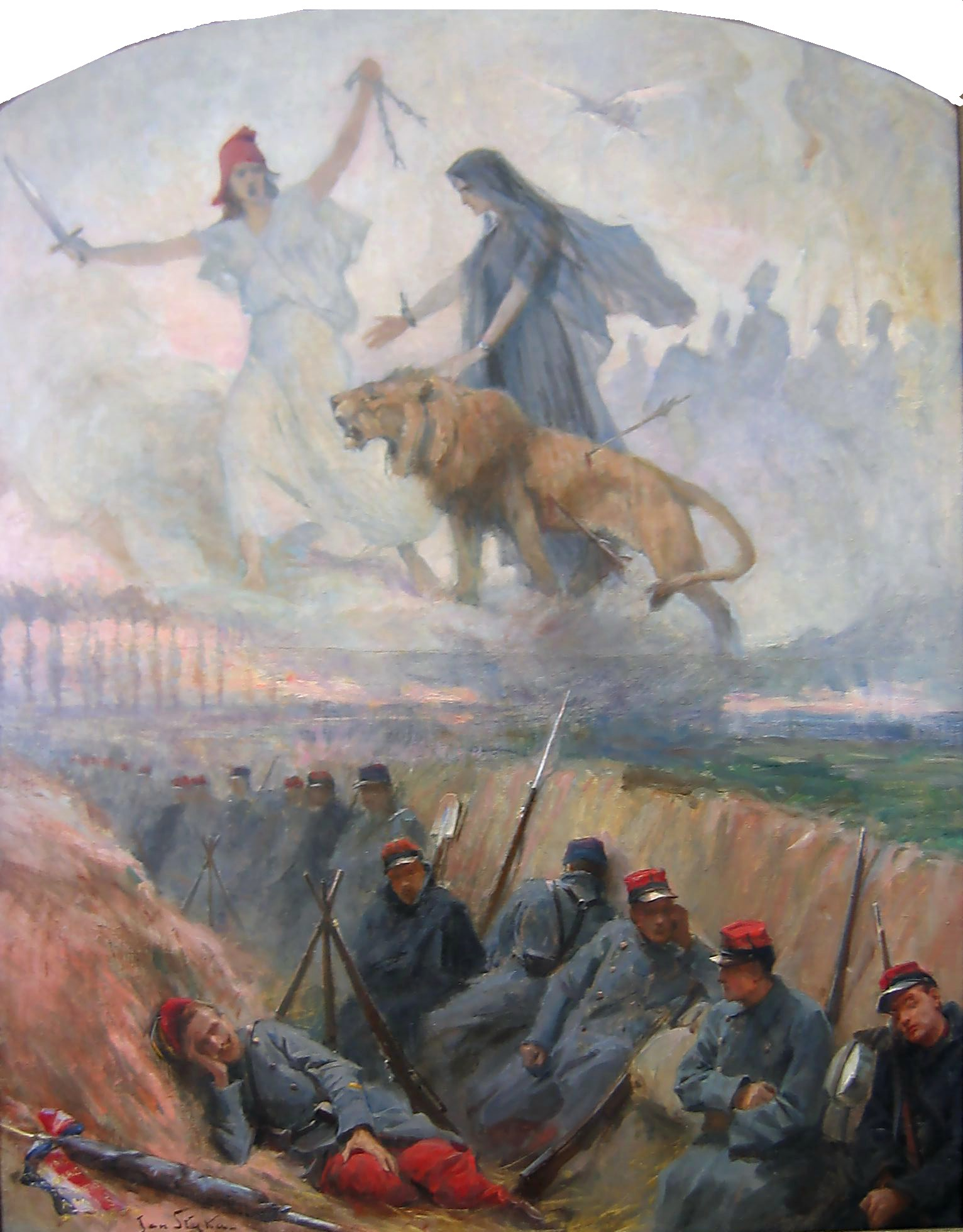
Lengyel önkéntesek álma Franciaországban
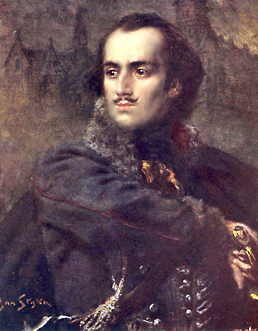
Kazimierz Pułaski
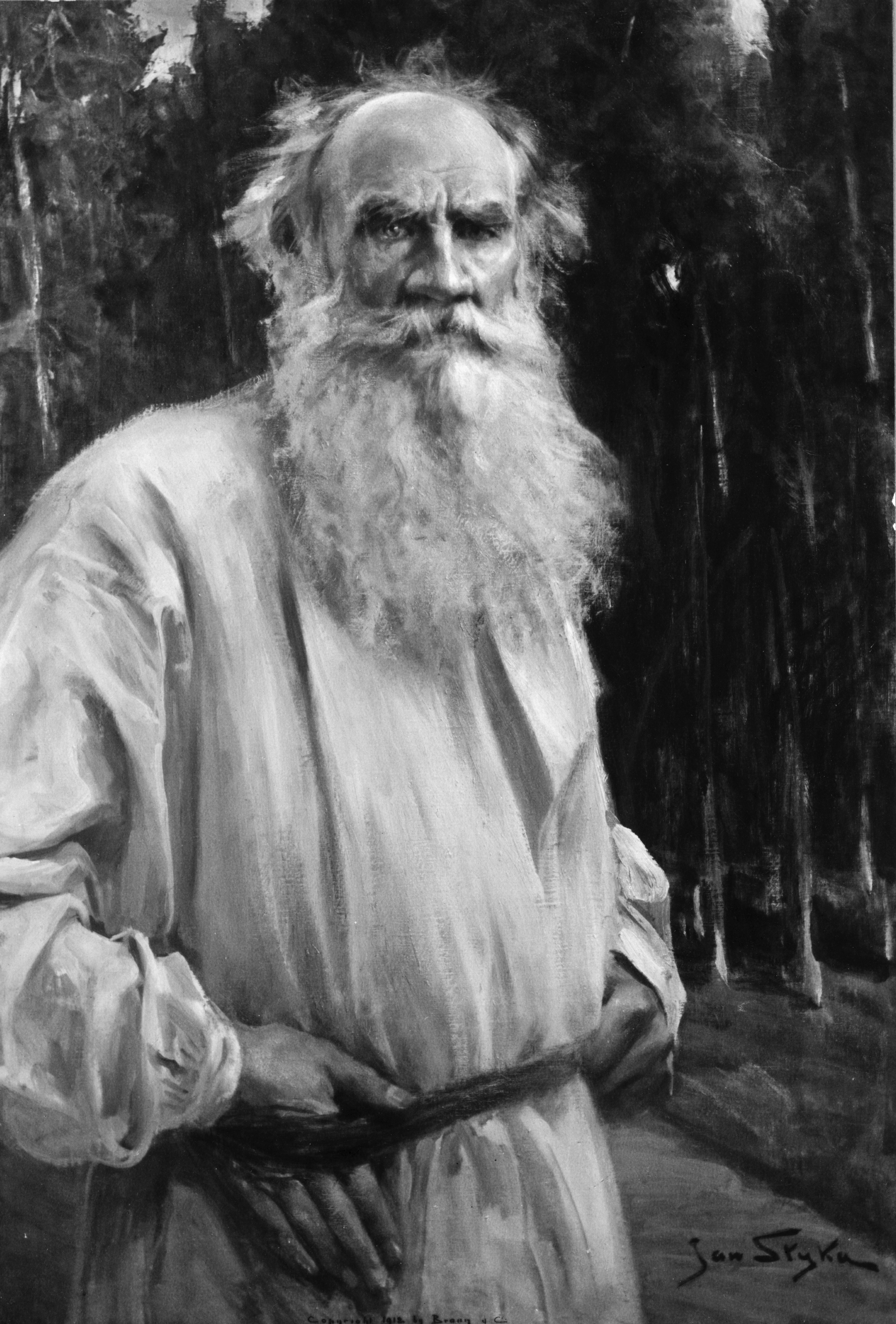
Tolsztoj
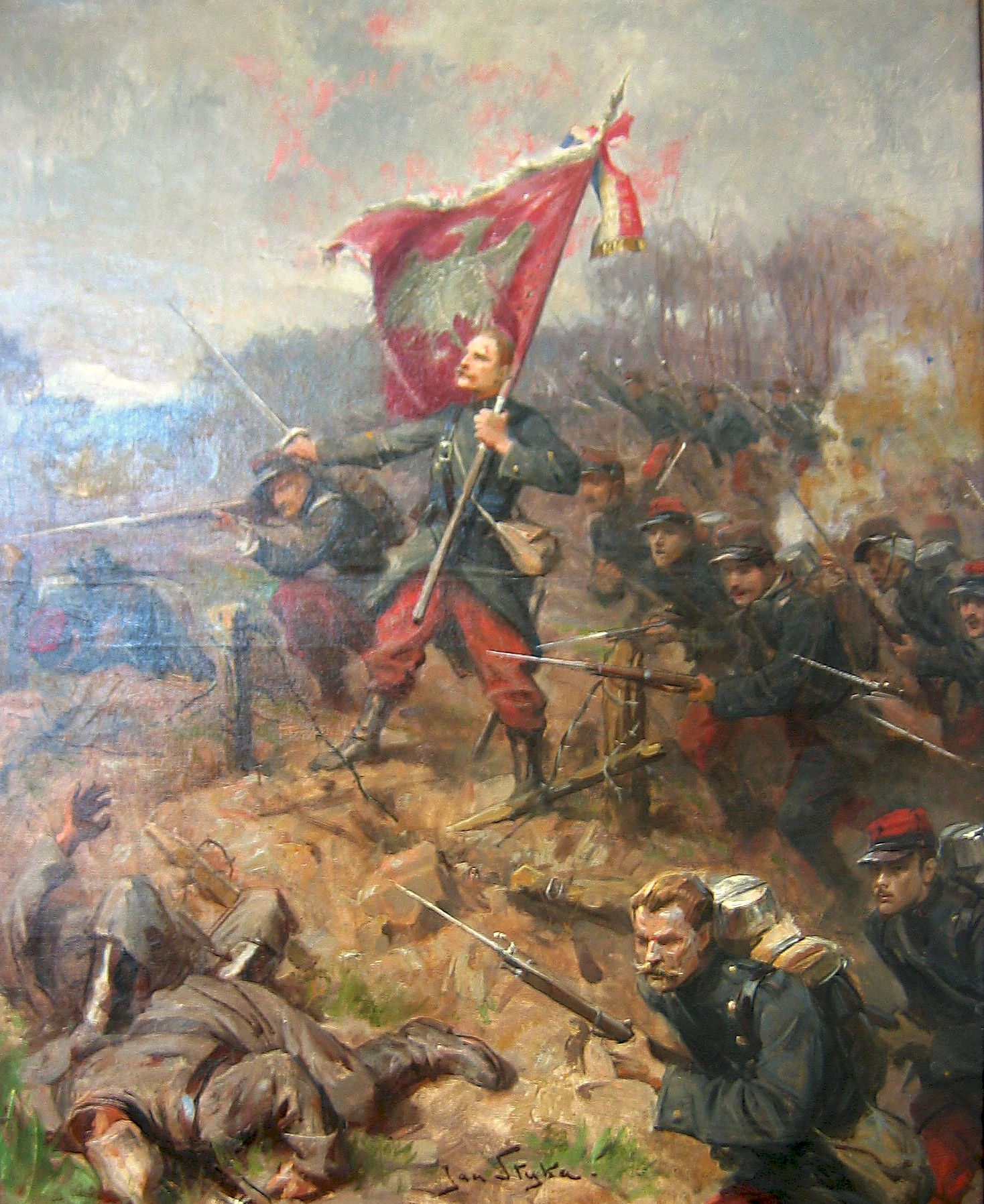
Władysław Szujski halála
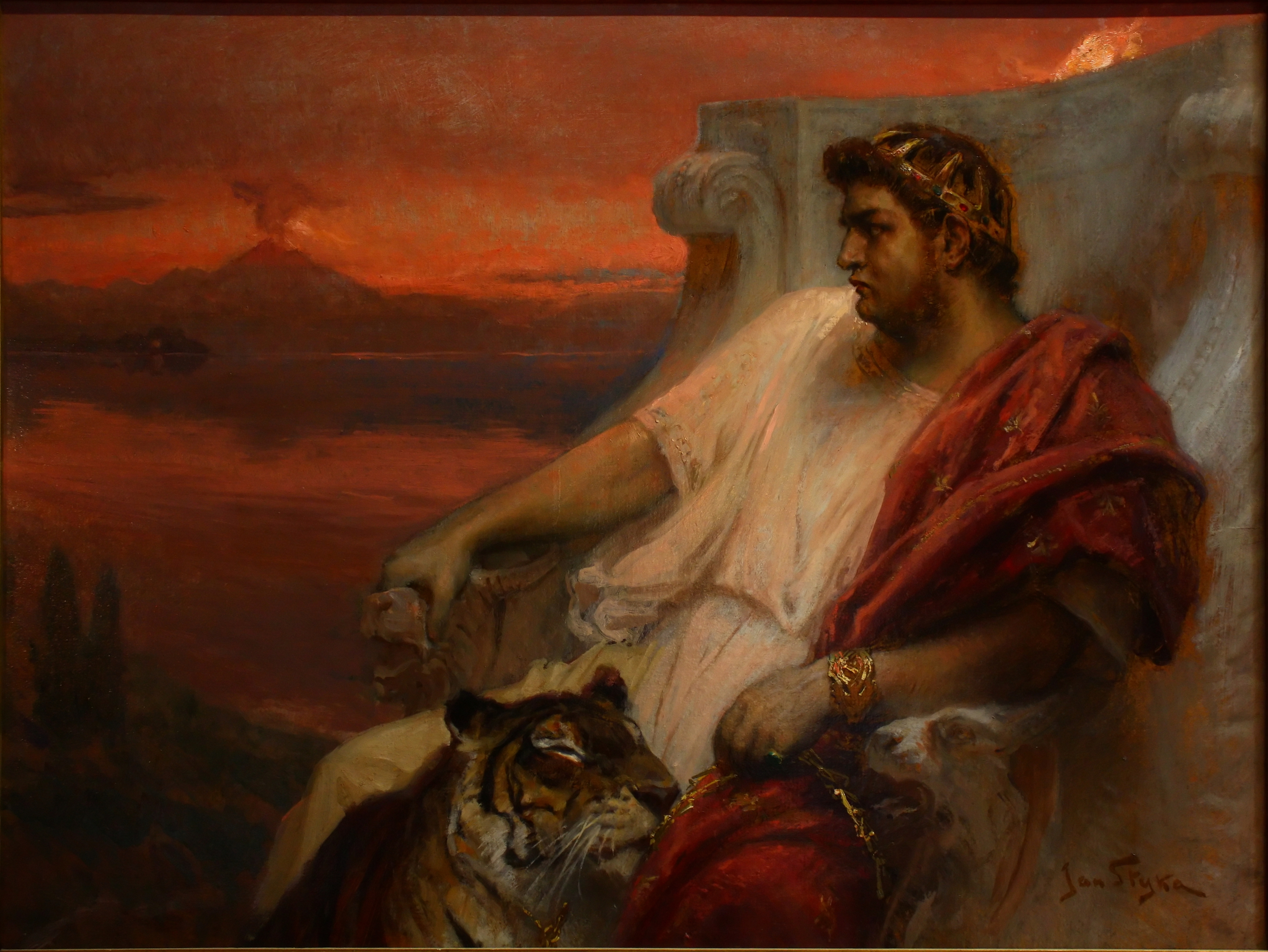
Néró

## Fordítás
- Ez a szócikk részben vagy egészben a Jan Styka című lengyel Wikipédia-szócikk ezen változatának fordításán alapul.  Az eredeti cikk szerkesztőit annak laptörténete sorolja fel. Ez a jelzés csupán a megfogalmazás eredetét és a szerzői jogokat jelzi, nem szolgál a cikkben szereplő információk forrásmegjelöléseként.